# Pedralva (Braga)
Pedralva es una freguesia portuguesa perteneciente al municipio de Braga. Posee un área de 8,20 km² y una población total de 1150 habitantes (2001). La densidad poblacional asciende a 140,2 hab/km².
- Datos: Q2066381
- Multimedia: Pedralva (Braga) / Q2066381